# 戈薩德海峽
戈薩德海峽（英語：Gossard Channel）是南極洲的海峽，位於威爾克斯地，處於馬里納群島和布斯半島之間，屬於海詹普群島的一部分，由美國海軍拍攝空中照片繪入地圖，現時由南極條約體系管理。